# كونستانتيوس تشالكياس
كونستانتينوس خـالكياس (باليونانية: Κώστας Χαλκιάς)‏ ، من مواليد 30 مايو 1974 في لاريسا في اليونان، لاعب كرة قدم يوناني.
يلعب مع نادي باوك منذ عام 2008.
بدأ باللعب مع منتخب اليونان لكرة القدم في عام 2002.

## روابط خارجية
- كونستانتيوس تشالكياس على موقع الاتحاد الدولي (مؤرشف)  (الإنجليزية)
- كونستانتيوس تشالكياس على موقع الاتحاد الأوربي (الإنجليزية)
- كونستانتيوس تشالكياس على موقع قاعدة بيانات كرة القدم.إي يو (الإنجليزية)
- كونستانتيوس تشالكياس على موقع ناشيونال فوتبول تيمز (الإنجليزية)
- كونستانتيوس تشالكياس على موقع Soccerbase.com (لاعب) (الإنجليزية)
- كونستانتيوس تشالكياس على موقع Soccerway.com (الإنجليزية)
- كونستانتيوس تشالكياس على موقع عالم كرة القدم.نت (الإنجليزية)